# Pēteris Šogolovs

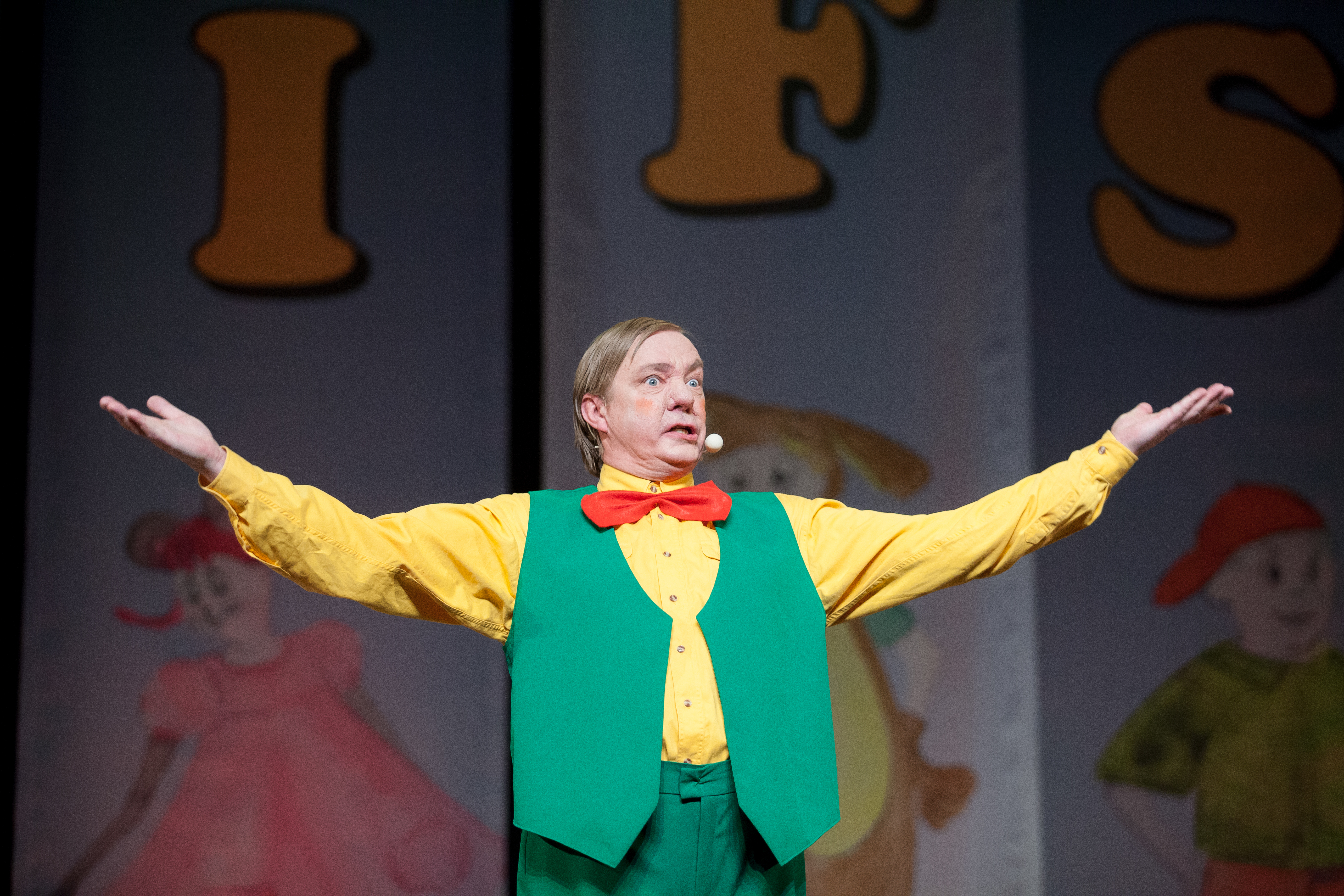
Pēteris Šogolovs, 2015

Pēteris Šogolovs (* 24. August 1955 in Sigulda; † 1. November 2020 in Riga) war ein lettischer Schauspieler und Synchronsprecher.

## Leben
Pēteris Šogolovs wuchs in Sigulda auf. Nach seinem Schulabschluss zog er nach Riga, wo er fortan lebte und dort an einer Schauspielschule eine professionelle Schauspielausbildung absolvierte. Er wirkte ab dem Jahr 1971 in mehreren Filmen und Fernsehserien mit. Er war vereinzelt auch als Bühnendarsteller an verschiedenen Theaterhäusern tätig. Zudem betätigte er sich einige Jahre lang beim Puppentheater.
Šogolovs war ab den 2000er-Jahren auch umfangreich als Synchronsprecher aktiv und lieh dabei in lettischer Sprache den Figuren in verschiedenen Animationsfilmen und Zeichentrickfilmen wie beispielsweise in Shrek, Ice Age, Madagascar, Ratatouille oder auch Homer Simpson in Die Simpsons – Der Film seine Stimme.
Šogolovs starb am 1. November 2020 im Alter von 65 Jahren in Riga, wo er auch beigesetzt wurde.

## Filmografie (Auswahl)
- 1971: Naves ena
- 1973: Berührung mit der Vergangenheit
- 1995: Avarijas brigade
- 2005: Skudrulauva
- 2018: The Esperance of Will